# Leon Gołaszewski
Leon Maciej Gołaszewski herbu Kościesza (ur. 9 marca 1795, zm. 14 czerwca 1868 w Targowiskach) – poseł do Sejmu Krajowego Galicji I kadencji, właściciel dóbr Targowiska.
14 czerwca 1866 został wybrany posłem do Sejmu Krajowego Galicji I kadencji (trwającej od 1861 do 1867) w I kurii obwodu Tarnów, w okręgu Tarnów, na miejsce Wincentego Rogalińskiego. 
Został zastępcą prezesa zarządu Towarzystwa Wzajemnych Ubezpieczeń w Krakowie od 1860.